# NGC 3681
NGC 3681 је спирална галаксија у сазвежђу Лав која се налази на NGC листи објеката дубоког неба.
Деклинација објекта је + 16° 51' 50" а ректасцензија 11h 26m 29,7s. Привидна величина (магнитуда) објекта NGC 3681 износи 11,6 а фотографска магнитуда 12,4. Налази се на удаљености од 24,2000 милиона парсека од Сунца. NGC 3681 је још познат и под ознакама UGC 6445, MCG 3-29-48, CGCG 96-45, IRAS 11238+1708, PGC 35193.